# Georg Friedrich Harpprecht
Georg Friedrich Harpprecht (* 10. Dezember 1676 in Tübingen; † 10. Mai 1754) war ein deutscher Rechtswissenschaftler.

## Leben
Georg Friedrich Harpprecht wurde am 10. Dezember 1676 in Tübingen als Sohn Ferdinand Christoph Harpprechts geboren, wurde auf einem Gymnasium in seiner Heimatstadt vorgebildet und bezog die Universität Tübingen zum Studium. 1699 zum Doktor beider Rechte promoviert worden, wirkte er anschließend als Hofgerichts-Advokat. Er unternahm mit seinem Onkel Mauritius David eine Reise nach Berlin, bei der er Gelehrte und Einrichtungen  einiger mitteldeutscher Hochschulen kennenlernte. 1704 wurde er in Tübingen zum Hofgerichtsassessor und herzoglichen Rat ernannt. Württemberg bot ihm 1717 eine Stelle als Konsulent an, außerdem bat man ihn, an der Universität Gießen zu unterrichten, auch das Amt des Kanzlers der Gießener Universität wollte man ihm übertragen. Dies lehnte er aber ab. Die ordentliche Professur für Pandekten an der Universität Tübingen erhielt Harpprecht im Januar 1722.
Harpprecht, der als eifriger Dozent beschrieben wurde, genoss bei seinen Zuhörern hohes Ansehen. 1742 allerdings gab er die Professur ab, um sich voll der Wissenschaft zu widmen. Dabei befasste er sich besonders mit dem Zivilrecht. Am 10. Mai 1754 verstarb Harpprecht.

## Familie
Harpprecht entstammte einer württembergischen Juristenfamilie. Deren Stammvater Johannes Christoph Harpprecht war der Sohn des gleichnamigen Landwirtes. Von dessen Sohn Christoph stammen Stephan Christoph Harpprecht von Harpprechtstein und Johann Christoph Harpprecht ab. Dieser hatte zwei bekannte Söhne, Mauritius David Harpprecht (Vater Johann Heinrich Freiherr von Harpprechts) und Ferdinand Christoph Harpprecht, Vater von Georg Friedrich.
Georg Friedrichs Bruder war der Tübinger Bürgermeister Johannes Harpprecht, dessen Sohn war Christian Ferdinand Harpprecht. Christoph Friedrich Harpprecht war der einzige Sohn Georg Friedrichs und entstammte dessen Ehe mit der Tochter des Professors Dr. E. R. Cammerer.

## Werke
- Responsa civilia (Tübingen 1737)
- Decisiones et consultationes criminales (Tübingen 1746)